# Kerewe (taal)
Het Kerewe (ook Kerebe, Ekikerebe of Kikwere) is een Bantoetaal die door de Kerewe op Ukerewe-eiland, een eiland in het Victoriameer in Tanzania, gesproken wordt. Volgens een schatting uit 1987 waren er zo'n 100.000 sprekers. Onder jongeren wordt er tegenwoordig een verschuiving naar het verwante Jita vastgesteld. Andere verwante talen en dialecten zijn het Zinza, Haya, Nyambo, Nyankore, Chiga, Toro en Nyoro. De ISO 639-3-taalcode is ked.